# 関ヶ原の戦いの戦後処理
関ヶ原の戦いの戦後処理（せきがはらのたたかいのせんごしょり）では、慶長5年（1600年）に起きた関ヶ原の戦いの後の、東軍・徳川家康方に加担した武将の論功行賞と、西軍・石田三成方へ加担した武将への戦後処理についてまとめた。
各武将の動向は主に『戦国人名事典』・『日本史総覧』に典拠するものである。また、表は五十音順である。

## 東軍

### 加増
領地を加増された武将については、その大半が関ヶ原の戦い本戦に従軍した武将で占められている。ただし最も石高を加増されたのは家康の二男で結城氏の家督を継いだ結城秀康であり、上杉景勝の南下を抑制した功によって一挙に石高が67万石（6倍以上）になっている。また加増率では織田長益（有楽斎）が蒲生頼郷の首級を挙げた功で開戦前に比べ16倍の加増率（3万2000石）となった。
また、上杉氏の攻撃を防ぎ切り、関ヶ原本戦後から翌春まで上杉領に侵攻した最上義光も2倍以上の石高（57万石）となった。豊臣氏恩顧の大名も軒並み大幅に加増され、加増により国主となった武将には前田利長（加賀・越中・能登）、福島正則（安芸・備後）、小早川秀秋（備前・美作）、堀尾忠氏（出雲・隠岐）、加藤清正（肥後）、黒田長政（筑前）、細川忠興（豊前）、浅野幸長（紀伊）、田中吉政（筑後）、山内一豊（土佐）、中村忠一（伯耆）、京極高次（若狭）、京極高知（丹後）がいる。
しかし、彼ら豊臣恩顧の武将は加増された代わりに中国地方や九州など西日本の遠隔地へ移封となり、畿内や東海道などの要衝は徳川一門や準一門といえる家康の女婿、および譜代大名でことごとく固められた。先の結城秀康は北陸道を押さえる越前一国、家康四男・松平忠吉は東海道を押さえる尾張一国、家康の次女・督姫を娶った池田輝政は西国と畿内を結ぶ播磨一国、伊達氏・上杉氏の監視目的として家康五男・武田信吉を常陸水戸15万石、家康の三女を娶った蒲生秀行を陸奥会津60万石をそれぞれ与え、国主・準国主として一門や準一門を配置。また井伊直政を近江彦根に封じたのを始め、美濃・信濃・伊勢・三河・遠江・駿河といった東海道・中山道筋や畿内には譜代大名を大幅に増加させて入封させ、江戸の防衛と豊臣氏および西国外様大名の監視を行わせた。こうした家康の政策は豊臣氏対策に大いに効果を上げ、江戸幕府が260年続く基礎となった。
そして徳川家康本人は自らを開戦前の255万石から一挙に400万石へと145万石加増し領地を拡大、主要都市や佐渡金山・石見銀山などを直轄領とすることで豊臣氏を始めとする他の大名と隔絶した地位を占めることにより絶対的な権力を確立。1603年（慶長8年）の征夷大将軍任命への下地を形成し、これらの直轄領は天領として幕府財政の基盤になった。
| 武将名     | 旧領           | 石高（石） | 合戦での動向           | 新領                 | 石高（石） | 備考 |
| ---------- | -------------- | ---------- | ---------------------- | -------------------- | ---------- | --- |
| 青山忠成   | 相模・近江国内 | 7,000      | 信濃上田城攻撃         | 上総・下総国内       | 15,000     | 徳川譜代 |
| 青山成重   | 下総・香取郡内 | 3,000      | 信濃上田城攻撃         | 上総・下総国内       | 5,000      | 徳川譜代 |
| 赤井忠家   | 播磨三木郡内   | 1,000      | 本戦                   | 大和十市郡内         | 2,000      | |
| 秋元長朝   | 上野碓氷       | 4,000      | 対上杉守備隊           | 上野総社             | 10,000     | 徳川譜代。上杉景勝への降伏要請の使者を務める。                                                                              |
| 秋山直国   | -              | -          | 本戦                   | 大和十市郡内         | 3,000      | |
| 浅野長重   | -              | -          | 江戸城留守居           | 下野真岡             | 20,000     | 長政三男。 |
| 浅野長政   | -              | -          | 江戸城留守居           | 常陸真壁郡           | 50,000     | 隠居料 |
| 浅野幸長   | 甲斐府中       | 225,000    | 本戦                   | 紀伊和歌山           | 376,000    | 長政長男。 |
| 蘆野政泰   | 下野芦野       | 800        | 対上杉守備隊           | （同左）             | 2,700      | 那須資晴旧臣、那須七騎 |
| 阿部正次   | 武蔵鳩ヶ谷     | 5,000      | 本戦                   | 武蔵・相模国内       | 10,000     | 徳川譜代 |
| 天野康景   | 武蔵国内       | 3,000      | 江戸城留守居           | 駿河興国寺           | 10,000     | 徳川譜代 |
| 有馬豊氏   | 遠江横須賀     | 30,000     | 本戦                   | 丹波福知山           | 60,000     | 則頼二男 |
| 有馬則頼   | 播磨三木       | 10,000     | 本戦                   | 摂津三田             | 20,000     | |
| 井伊直政   | 上野高崎       | 120,000    | 本戦                   | 近江彦根             | 180,000    | 徳川譜代 |
| 伊王野資信 | 下野伊王野     | 740        | 上杉景勝と交戦         | （同左）             | 2,740      | 那須資晴旧臣、那須七騎 |
| 池田知正   | 摂津・近江国内 | 2,700      | 本戦                   | （同左）             | 5,000      | |
| 池田輝政   | 三河吉田       | 150,000    | 本戦                   | 播磨姫路             | 520,000    | |
| 池田長政   | 三河新城       | 7,000      | 本戦                   | 播磨赤穂             | 22,000     | 輝政弟。赤穂の石高は池田本家より分知。                                                                                      |
| 池田長吉   | 近江国内       | 30,000     | 本戦                   | 因幡鳥取             | 60,000     | 輝政弟。長束正家を捕縛。 |
| 石川康通   | 上総鳴渡       | 20,000     | 尾張清洲城守備         | 美濃大垣             | 50,000     | 徳川譜代 |
| 板倉勝重   | 武蔵新座       | 1,000      | 江戸城留守居           | 三河国内             | 6,600      | 徳川譜代 |
| 市橋長勝   | 美濃今尾       | 10,000     | 美濃福束城攻撃         | （同左）             | 20,000     | |
| 稲垣長茂   | 上野・下野国内 | 3,000      | 対上杉守備隊           | 上野伊勢崎           | 10,000     | 徳川譜代 |
| 稲葉道通   | 伊勢岩手       | 25,000     | 九鬼嘉隆と交戦         | 伊勢田丸             | 45,700     | |
| 上杉入庵   | 河内高安郡ほか | 1,500      | 対上杉守備隊           | 河内高安郡ほか       | 1,500      | 西軍・上杉景勝の義弟。1601年、自領とは別に次男の上杉長員に下総国印旛郡ほか1,490石を加増。高家上杉家の成立後、畠山姓に復す。 |
| 植村泰忠   | 上総国内       | 3,000      | 信濃上田城攻撃         | （同左）             | 5,000      | 徳川譜代 |
| 宇喜多詮家 | -              | -          | 本戦                   | 石見津和野           | 30,000     | 西軍副将・宇喜多秀家の従兄弟。宇喜多軍の先発隊として会津征伐軍に参加していたとする説もある。戦後、坂崎直盛に改名。          |
| 打越光隆   | 出羽打越       | 1,250      | 上杉景勝と交戦         | 常陸新宮             | 2,000      | 元由利十二頭 |
| 遠藤慶隆   | 美濃小原       | 7,500      | 本戦                   | 美濃郡上八幡         | 27,000     | |
| 大久保忠佐 | 上総茂原       | 5,000      | 信濃上田城攻撃         | 駿河沼津             | 20,000     | 徳川譜代 |
| 大久保忠常 | -              | -          | 信濃上田城攻撃         | 武蔵騎西             | 20,000     | 徳川譜代。父・忠隣は秀忠軍。                                                                                                |
| 大島光義   | 美濃国内       | 8,000      | 本戦                   | 美濃関               | 18,000     | |
| 大須賀忠政 | 上総久留里     | 30,000     | 本戦                   | 遠江横須賀           | 60,000     | 徳川譜代 |
| 大関資増   | 下野黒羽       | 13,000     | 対上杉守備隊           | （同左）             | 20,000     | 那須資晴旧臣、那須七騎 |
| 大田原晴清 | 下野大田原     | 7,100      | 対上杉守備隊           | （同左）             | 12,400     | 那須資晴旧臣、那須七騎 |
| 大田原増清 | 下野森田       | -          | 対上杉守備隊           | （同左）             | 1,500      | 晴清弟。徳川家旗本。 |
| 大野治長   | -              | -          | 本戦                   | 丹後国内?            | 15,000     | 浅野幸長隊に従軍。本戦では福島正則隊に参加。                                                                                |
| 小笠原秀政 | 下総古河       | 30,000     | 信濃上田城攻撃         | 信濃飯田             | 50,000     | 徳川譜代 |
| 岡本義保   | 下野塩谷       | 2,570      | 対上杉守備隊           | （同左）             | 3,870      | |
| 奥平家昌   | -              | -          | 信濃上田城攻撃         | 下野宇都宮           | 100,000    | 徳川譜代、信昌嫡男。 |
| 奥平貞治   | -              | -          | 本戦                   | 近江国内             | 200        | 本戦で戦死、実母に加増。 |
| 奥平信昌   | 上野小幡       | 30,000     | 本戦                   | 美濃加納             | 100,000    | 徳川譜代。安国寺恵瓊を捕縛                                                                                                  |
| 織田長孝   | 美濃野村       | 500        | 本戦                   | （同左）             | 10,000     | 長益長男。戸田勝成・内記親子の首級を挙げる。                                                                                |
| 織田長益   | 摂津国内       | 2,000      | 本戦                   | 大和山辺郡           | 32,000     | 織田有楽斎のこと。蒲生頼郷の首級を挙げる。                                                                                  |
| 落合重清   | -              | -          | 本戦                   | 越前国内             | 5,000      | 結城秀康に仕官。 |
| 小里光明   | 相模国内       | 300        | 美濃岩村城攻撃         | 美濃小里             | 3,580      | 徳川譜代、 |
| 加藤清正   | 肥後熊本       | 250,000    | 肥後宇土城攻撃         | （同左）             | 515,000    | |
| 加藤嘉明   | 伊予松前       | 100,000    | 本戦                   | 伊予松山             | 200,000    | |
| 金森長近   | 飛騨高山       | 38,000     | 本戦                   | 美濃上有知           | 60,700     | |
| 兼松正吉   | 尾張丹羽郡内   | 1,000      | 本戦                   | （同左）             | 2,600      | 松平忠吉に仕官。 |
| 亀井茲矩   | 因幡鹿野       | 13,000     | 本戦                   | （同左）             | 38,000     | 長束正家を捕縛。 |
| 蒲生秀行   | 下野宇都宮     | 180,000    | 対上杉守備隊           | 陸奥会津             | 600,000    | |
| 京極高知   | 信濃飯田       | 100,000    | 本戦                   | 丹後宮津             | 123,000    | 高次弟。 |
| 九鬼守隆   | 志摩鳥羽       | 50,000     | 九鬼嘉隆と交戦         | （同左）             | 55,000     | 父・嘉隆は西軍。 |
| 黒田長政   | 豊前中津       | 181,000    | 本戦                   | 筑前名島             | 523,000    | 父・如水は九州で西軍と交戦。                                                                                                |
| 桑山元晴   | 大和御所       | 10,000     | 本戦                   | （同左）             | 12,000     | 重晴二男 |
| 小出秀家   | 和泉国内       | 1,000      | 本戦                   | （同左）             | 2,000      | 父・秀政、兄・吉政は西軍 |
| 小堀正次   | 大和・和泉国内 | 5,000      | 本戦                   | 備中国内             | 15,000     | 小堀遠州のこと。 |
| 西郷忠員   | 下総生実       | 2,000      | 本戦                   | （同左）             | 5,000      | 徳川譜代 |
| 坂井成政   | -              | -          | 本戦                   | 近江蒲生郡内         | 500        | |
| 酒井重忠   | 武蔵川越       | 10,000     | 本戦                   | 上野厩橋             | 33,000     | 徳川譜代 |
| 酒井忠利   | 武蔵国内       | 3,000      | 信濃上田城攻撃         | 駿河田中             | 10,000     | 徳川譜代 |
| 酒井忠世   | 武蔵国内       | 5,000      | 信濃上田城攻撃         | 上野那波             | 10,000     | 徳川譜代 |
| 佐久間勝之 | 近江国内       | 3,000      | 本戦                   | 常陸国内             | 6,000      | |
| 佐久間安政 | 近江国内       | 7,000      | 本戦                   | （同左）             | 15,000     | |
| 佐々長成   | 摂津国内       | 500        | 本戦                   | 丹波国内             | 1,000      | |
| 佐々行政   | -              | -          | 本戦                   | （不明）             | 6,000      | |
| 里見忠重   | -              | -          | 対佐竹守備隊           | 上野板鼻             | 10,000     | 義康弟 |
| 里見義康   | 安房館山       | 91,000     | 対佐竹守備隊           | （同左）             | 122,000    | |
| 真田信之   | 上野沼田       | 27,000     | 信濃上田城攻撃         | 信濃上田             | 95,000     | 父・昌幸、弟・信繁（幸村）は西軍。                                                                                          |
| 沢井雄重   | -              | -          | 本戦                   | 尾張国内             | 3,000      | 松平忠吉に仕官。 |
| 神保相茂   | 大和高市郡内   | 6,000      | 本戦                   | （同左）             | 7,000      | |
| 菅沼定仍   | 上野阿保       | 10,000     | 駿河府中・興国寺城守備 | 伊勢長島             | 20,000     | 徳川譜代 |
| 杉原長氏   | -              | -          | 本戦                   | 但馬気多郡内         | 1,000      | |
| 鈴木重時   | 大和国内       | 1,000      | 本戦                   | （同左）             | 2,000      | |
| 諏訪頼水   | 上野総社       | 12,000     | 信濃上田城攻撃         | 信濃高島             | 27,000     | 徳川譜代 |
| 千本資勝   | 下野大谷津     | 530        | 対上杉守備隊           | （同左）             | 880        | 福原資孝三男 |
| 千本義定   | 下野芳賀郡内   | 2,070      | 対上杉守備隊           | （同左）             | 3,370      | 那須資晴旧臣、那須七騎 |
| 高木正次   | 尾張国内       | 5,000      | 信濃上田城攻撃         | （同左）             | 7,000      | 徳川譜代 |
| 武田信吉   | 下総佐倉       | 40,000     | 江戸城留守居           | 常陸水戸             | 150,000    | 家康五男、甲斐武田氏の名跡を継ぐ。                                                                                          |
| 伊達政宗   | 陸奥岩出山     | 585,000    | 上杉景勝と交戦         | （同左）             | 605,000    | 「百万石の御墨付」は和賀忠親扇動の一件で反故。                                                                              |
| 田中吉政   | 三河岡崎       | 100,000    | 本戦                   | 筑後柳河             | 320,000    | 石田三成を捕縛。家臣の塙安友も参戦。                                                                                        |
| 千村良重   | -              | -          | 信濃木曾谷平定         | 美濃久々利           | 4,400      | 木曾義利旧臣。 |
| 津軽為信   | 陸奥堀越       | 45,000     | 美濃大垣城攻撃         | （同左）             | 47,000     | 長男・信建は西軍 |
| 柘植正俊   | -              | 400        | 本戦                   | 摂津国内             | 900        | |
| 津田秀政   | 丹波桑田郡内   | 800        | 本戦                   | 美濃国内             | 3,000      | |
| 津田正盛   | -              | -          | 本戦                   | 尾張国内             | 610        | 松平忠吉に仕官。 |
| 土屋忠直   | 相模国内       | 3,000      | 本戦                   | 上総久留里           | 20,000     | 徳川譜代 |
| 坪内利定   | 武蔵・上総国内 | 3,400      | 本戦                   | 美濃葉栗・各務郡内   | 6,500      | 徳川譜代 |
| 妻木頼忠   | 美濃妻木       | (不明)     | 美濃岩村城攻撃         | （同左）             | 7,500      | 森忠政旧臣 【知行地】土岐郡妻木村・大富村・下石村・土岐口村・高山村・久尻村・浅野村の一部・多治見村・笠原村                 |
| 寺沢広高   | 肥前唐津       | 83,000     | 本戦                   | （同左）             | 123,000    | |
| 土井利勝   | 相模国内       | 1,000      | 信濃上田城攻撃         | 相模国内             | 1,500      | 徳川譜代 |
| 藤堂高虎   | 伊予板島       | 80,000     | 本戦                   | 伊予今治             | 200,000    | |
| 遠山友政   | -              | -          | 美濃苗木城攻撃         | 美濃苗木             | 10,000     | 徳川譜代 |
| 遠山利景   | -              | -          | 美濃明知城攻撃         | 美濃明知             | 6,500      | 徳川譜代 |
| 戸川達安   | -              | -          | 本戦                   | 備中庭瀬             | 29,200     | 宇喜多秀家旧臣。 |
| 徳川家康   | 武蔵江戸       | 2,560,000  | 東軍総大将。本戦       | 日本各地             | 4,000,000  | 1603年征夷大将軍に任命。 |
| 徳川秀忠   | -              | -          | 信濃上田城攻撃         | -                    | -          | 家康嗣子、東軍中山道隊総大将。                                                                                              |
| 徳永寿昌   | 美濃高松       | 30,000     | 美濃駒野城攻撃         | 美濃高須             | 50,000     | |
| 戸田一西   | 武蔵鯨井       | 5,000      | 信濃上田城攻撃         | 近江大津             | 30,000     | 徳川譜代 |
| 戸田尊次   | 伊豆下田       | 5,000      | 本戦                   | 三河田原             | 10,000     | 徳川譜代 |
| 富田信高   | 伊勢安濃津     | 50,000     | 伊勢安濃津城守備       | （同左）             | 70,000     | 1605年に伊予宇和島120,000石に加増転封。                                                                                     |
| 鳥居忠政   | 下総矢作       | 40,000     | 江戸城留守居           | 陸奥磐城平           | 100,000    | 徳川譜代、山城伏見城の戦いで戦死した鳥居元忠の二男                                                                          |
| 鳥居成次   | -              | -          | 本戦                   | 甲斐谷村             | 18,000     | 徳川譜代。鳥居元忠三男。 |
| 内藤清成   | 相模国内       | 5,000      | 信濃上田城攻撃         | 常陸・上総・下総国内 | 21,000     | 徳川譜代 |
| 内藤信成   | 伊豆韮山       | 10,000     | 駿河興国寺・沼津城守備 | 駿河府中             | 40,000     | 徳川譜代 |
| 内藤政長   | 上総佐貫       | 10,000     | 信濃上田城攻撃         | （同左）             | 30,000     | 徳川譜代、父・家長は山城伏見城の戦いで戦死。                                                                                |
| 中川忠勝   | -              | -          | 本戦                   | 美濃国内             | 3,000      | |
| 中村忠一   | 駿河府中       | 145,000    | 本戦                   | 伯耆米子             | 175,000    | 父・一氏は本戦直前に死去。                                                                                                  |
| 中村元勝   | 尾張国内       | 2,000      | 本戦                   | （同左）             | 3,000      | 松平忠吉に仕官。 |
| 那須資晴   | 下野那須       | 5,000      | 対上杉守備隊           | （同左）             | 6,000      | 那須七騎筆頭 |
| 那須資景   | 下野那須       | 5,000      | 対上杉守備隊           | （同左）             | 8,080      | 資晴長男 |
| 成田泰親   | 下野烏山       | 20,000     | 対上杉守備隊           | （同左）             | 37,000     | |
| 成瀬正成   | 下総栗原       | 4,000      | 本戦                   | 甲斐国内             | 20,000     | 徳川譜代 |
| 仁賀保挙誠 | 出羽仁賀保     | 3,700      | 上杉景勝と交戦         | 常陸武田             | 5,000      | 元由利十二頭 |
| 西尾光教   | 美濃曽根       | 20,000     | 本戦                   | 美濃揖斐             | 30,000     | |
| 西尾吉次   | 武蔵国内       | 5,000      | 本戦                   | 美濃国内             | 12,000     | 徳川譜代 |
| 丹羽氏次   | 尾張国内       | 5,000      | 本戦                   | 三河伊保荘           | 10,000     | 徳川譜代 |
| 根津信政   | 上野豊岡       | 5,000      | 本戦                   | （同左）             | 10,000     | |
| 能勢頼次   | -              | -          | 本戦                   | 摂津能勢郡内         | 3,000      | |
| 花房正成   | -              | -          | 本戦                   | 備中猿掛             | 5,000      | 宇喜多秀家旧臣 |
| 花房職之   | -              | -          | 本戦                   | 備中高松             | 8,000      | 宇喜多秀家旧臣 |
| 馬場昌次   | -              | -          | 信濃木曾谷平定         | 美濃釜戸             | 1,600      | 木曾義利旧臣。 |
| 土方雄氏   | -              | -          | 丹羽長重と交戦         | 伊勢菰野             | 12,000     | 雄久長男 |
| 土方雄久   | -              | -          | 丹羽長重と交戦         | 加賀野々市           | 10,000     | |
| 一柳直盛   | 尾張黒田       | 35,000     | 本戦                   | 伊勢神戸             | 50,000     | |
| 平岩親吉   | 上野厩橋       | 33,000     | 信濃上田城攻撃         | 甲斐府中             | 63,000     | 徳川譜代 |
| 平野長重   | 摂津国内       | 200        | 本戦                   | 丹波桑田郡内         | 500        | |
| 福島正則   | 尾張清洲       | 200,000    | 本戦                   | 安芸広島             | 498,300    | 備後も領有。 |
| 福島正頼   | 伊勢長島       | 10,000     | 伊勢桑名城攻撃         | 大和松山             | 30,000     | 正則弟。 |
| 福原資保   | 下野福原       | 2,600      | 対上杉守備隊           | （同左）             | 4,500      | 那須資晴旧臣、那須七騎。 |
| 藤田信吉   | -              | -          | 上杉景勝の謀反を通報   | 下野西方             | 10,000     | 上杉氏旧臣。 |
| 古田重勝   | 伊勢松坂       | 35,000     | 伊勢安濃津城救援       | （同左）             | 55,000     | |
| 古田重然   | 美濃国内       | 3,000      | 本戦                   | （同左）             | 10,000     | 古田織部 |
| 船越景直   | 摂津・河内国内 | 4,600      | 本戦                   | 大和宇智郡内         | 6,100      | |
| 別所孫次郎 | -              | -          | 本戦                   | 大和国内             | 2,500      | 兄・吉治は西軍。 |
| 保科正光   | 下総多古       | 10,000     | 遠江浜松城守備         | 信濃高遠             | 25,000     | 徳川譜代 |
| 細川忠興   | 丹後宮津       | 180,000    | 本戦                   | 豊前小倉             | 399,000    | 父・幽斎は丹後田辺城守備。                                                                                                  |
| 堀田一継   | 河内・伊勢国内 | 5,000      | 本戦                   | 伊勢・河内・近江国内 | 8,880      | 本田一継とも |
| 堀尾忠氏   | 遠江浜松       | 120,000    | 本戦                   | 出雲松江             | 240,000    | 父・吉晴は加賀井重望に負傷。隠岐も領有。                                                                                    |
| 堀利重     | -              | -          | 信濃上田城攻撃         | （不明）             | 8,000      | 堀秀政の弟。兄多賀秀種は西軍。                                                                                              |
| 本多忠朝   | -              | -          | 本戦                   | 上総大多喜           | 50,000     | 徳川譜代、忠勝二男。 |
| 本多成重   | 下総井野       | 3,000      | 本戦                   | （同左）             | 5,000      | 徳川譜代 |
| 本多康重   | 上野白井       | 20,000     | 信濃上田城攻撃         | 三河岡崎             | 50,000     | 徳川譜代 |
| 本多康俊   | 下総小笹       | 5,000      | 本戦                   | 三河西尾             | 20,000     | 徳川譜代 |
| 前田利長   | 加賀金沢       | 835,000    | 丹羽長重と交戦         | （同左）             | 1,192,700  | 越中・能登も領有。 |
| 前田正勝   | -              | -          | 江戸城留守居           | 丹波国内             | 1,000      | 玄以二男。弟・茂勝は西軍。                                                                                                  |
| 松倉重政   | 大和五条       | 8,000      | 本戦                   | （同左）             | 10,000     | |
| 松平家清   | 武蔵八幡山     | 10,000     | 尾張清洲城守備         | 三河吉田             | 30,000     | 徳川譜代 |
| 松平家乗   | 上野那波       | 10,000     | 三河吉田城守備         | 美濃岩村             | 20,000     | 徳川譜代 |
| 松平一生   | 上野国内       | 5,500      |                        | 下野板橋             | 10,000     | 徳川譜代、父・近正は山城伏見城の戦いで戦死。                                                                                |
| 松平定勝   | 下総小南       | 3,000      | 遠江掛川城守備         | 遠江掛川             | 30,000     | 徳川譜代 |
| 松平忠明   | 上野長根       | 7,000      | 本戦                   | 三河作手             | 17,000     | 徳川譜代 |
| 松平忠吉   | 武蔵忍         | 100,000    | 本戦                   | 尾張清洲             | 520,000    | 家康四男。 |
| 松平忠頼   | 武蔵松山       | 10,000     | 三河岡崎城守備         | 遠江浜松             | 50,000     | 徳川譜代 |
| 松平信一   | 下総布川       | 5,000      | 対佐竹守備隊           | 常陸土浦             | 35,000     | 徳川譜代 |
| 松平康重   | 武蔵騎西       | 20,000     | 遠江掛川城守備         | 常陸笠間             | 30,000     | 徳川譜代 |
| 松平康長   | 武蔵東方       | 10,000     | 美濃大垣城攻撃         | 上野白井             | 20,000     | 徳川譜代 |
| 水野忠清   | -              | -          | 本戦                   | 上野小幡             | 10,000     | 徳川譜代、加賀井重望により刺殺された水野忠重三男。                                                                          |
| 水野忠胤   | -              | -          | 本戦                   | 三河水野             | 10,000     | 徳川譜代、加賀井重望により刺殺された水野忠重二男。                                                                          |
| 水野分長   | -              | -          | 本戦                   | 尾張緒川             | 9,800      | 徳川譜代 |
| 三宅康貞   | 武蔵瓶尻       | 5,000      | 遠江横須賀城守備       | 三河挙母             | 10,000     | 徳川譜代 |
| 三好為三   | -              | 600        | 本戦                   | 河内国内             | 2,020      | |
| 最上義光   | 出羽山形       | 240,000    | 上杉景勝と交戦         | （同左）             | 570,000    | 翌春までに上杉領出羽庄内を攻略。二男最上家親は秀忠と上田攻めに参戦。                                                        |
| 森可澄     | -              | -          | 本戦                   | 大和国内             | 1,000      | 可政二男 |
| 森可政     | 丹波国内?      | 1,860      | 本戦                   | 摂津・丹波国内       | 2,360      | 徳川家旗本 |
| 柳生宗矩   | -              | -          | 本戦                   | 大和柳生             | 2,000      | 父・宗厳は大和で諜報活動。                                                                                                  |
| 安井秀勝   | -              | -          | 本戦                   | 尾張国内             | 400        | 松平忠吉に仕官。 |
| 矢島吉十郎 | -              | -          | 本戦                   | 尾張国内             | 547        | 松平忠吉に仕官。 |
| 山岡景友   | -              | -          | 伊勢桑名城攻撃         | 近江国内             | 9,000      | |
| 山口重政   | 上総国内       | 5,000      | 信濃上田城攻撃         | 常陸牛久             | 15,000     | 徳川譜代 |
| 山名豊国   | -              | -          | 本戦                   | 但馬村岡             | 6,700      | |
| 山内一豊   | 遠江掛川       | 68,000     | 本戦                   | 土佐浦戸             | 222,000    | |
| 山村良勝   | -              | -          | 信濃木曾谷平定         | 美濃国内             | 5,700      | 徳川譜代、木曾義利旧臣。 |
| 結城秀康   | 下総結城       | 101,000    | 対上杉守備隊           | 越前北ノ庄           | 670,000    | 家康二男。対上杉守備隊総大将。                                                                                              |
| 由良国繁   | 下総国内       | 5,400      |                        | （同左）             | 7,000      | 徳川譜代 |
| 六郷政乗   | 出羽仙北       | 5,000      | 小野寺義道と交戦       | 常陸府中             | 10,000     | |
| 分部光嘉   | 伊勢上野       | 10,000     | 伊勢安濃津城救援       | （同左）             | 15,000     | |
| 渡辺守綱   | 武蔵松山       | 3,000      | 本戦                   | （同左）             | 4,000      | 徳川譜代 |

### 安堵
所領を安堵された東軍の大名・武将は徳川秀忠による信濃上田城攻略や結城秀康と共に上杉景勝への牽制に従軍した徳川氏譜代の大名や外様が目につく。ただしこれらの大名の中には後年に石高が加増されるケースも見られる。
また親子や一族が対立した陣営についた場合は東軍側の戦功が重視される傾向が見られる。讃岐高松の生駒氏や阿波徳島の蜂須賀氏、和泉岸和田の小出氏、日向飫肥の伊東氏などは親が西軍、子が東軍に分かれたが子の戦功が認められ、紀伊和歌山の桑山氏は祖父・父が東軍に付くことで子（孫）の西軍加担は追及されず本領が安堵されている。
なお、出羽の大名が転封となっているが、これは反覆観望の咎で常陸より減知転封となった佐竹義宣が出羽久保田へ移封されるため、替地として常陸へ移封されたものである。また、松浦鎮信、大村喜前の2人は「中立」とされることが多いが、松浦・大村らは加藤清正らと共に小西行長の居城・宇土城を攻撃し、その功を賞され安堵が決まった経緯から、便宜上東軍として掲載する。
| 武将名     | 領地           | 石高（石）  | 合戦での動向     | 備考                                                                                       |
| ---------- | -------------- | ----------- | ---------------- | ------------------------------------------------------------------------------------------ |
| 安藤直次   | 武蔵国内       | 1,000       | 本戦             | 徳川譜代                                                                                   |
| 生駒一正   | 讃岐高松       | （171,800） | 本戦             | 父・親正は西軍。                                                                           |
| 生駒利豊   | 尾張国内       | 2,000       | 本戦             | 東軍・福島正則の陣に属して戦う。戦後は幕臣格となり、のち松平忠吉（尾張徳川家）に仕官。     |
| 石川貞政   | -              | 2,000       | 本戦             |                                                                                            |
| 石川康勝   | 信濃奥仁科     | 15,000      | 信濃上田城攻撃   | 石川数正の二男。                                                                           |
| 石川康次   | 信濃国内       | 5,000       | 信濃上田城攻撃   | 石川数正三男。                                                                             |
| 石川康長   | 信濃松本       | 80,000      | 信濃上田城攻撃   | 石川数正長男。                                                                             |
| 伊東祐慶   | 日向飫肥       | （57,000）  | 日向宮崎城攻撃   | 父・祐兵は西軍。                                                                           |
| 伊奈忠次   | 武蔵小室       | 13,000      | 本戦             | 徳川譜代                                                                                   |
| 猪子一時   | 摂津・近江国内 | 2,700       | 本戦             |                                                                                            |
| 大久保忠隣 | 相模小田原     | 65,000      | 信濃上田城攻撃   | 徳川譜代                                                                                   |
| 大友義乗   | 常陸・武蔵国内 | 3,300       | 信濃上田城攻撃   | 父・義統は西軍。徳川家旗本。                                                               |
| 大村喜前   | 肥前大村       | 21,000      | 肥後宇土城攻撃   |                                                                                            |
| 小笠原信之 | 武蔵本庄       | 10,000      | 信濃上田城攻撃   | 徳川譜代                                                                                   |
| 岡部長盛   | 下総山崎       | 12,000      | 対上杉守備隊     | 徳川譜代                                                                                   |
| 岡本保真   | 下野塩谷       | 1,000       | 対上杉守備隊     | 義保弟。塩谷惣十郎とも。                                                                   |
| 織田信重   | 伊勢林         | 10,000      | 本戦             | 父・信包は西軍                                                                             |
| 吉良義弥   | 武蔵国内       | 3,000       | 本戦             | 三河幡豆郡吉良に移封。                                                                     |
| 桑山重晴   | 紀伊和歌山     | 10,000      | 紀伊新宮城攻撃   | 二男・元晴は東軍で本戦に参加。孫・一晴は西軍だったが重晴と共に新宮城攻撃に参加し所領安堵。 |
| 高力忠房   | 武蔵岩槻       | 20,000      | 信濃上田城攻撃   | 徳川譜代                                                                                   |
| 近藤重勝   | 越後国内       | 10,000      | 上杉方一揆と交戦 | 堀家臣                                                                                     |
| 酒井家次   | 下総臼井       | 30,000      | 信濃上田城攻撃   | 徳川譜代                                                                                   |
| 榊原康政   | 上野館林       | 100,000     | 信濃上田城攻撃   | 徳川譜代                                                                                   |
| 佐野信吉   | 下野佐野       | 39,000      | 対上杉守備隊     |                                                                                            |
| 菅沼定利   | 上野吉井       | 20,000      | 対上杉守備隊     | 徳川譜代                                                                                   |
| 仙石秀久   | 信濃小諸       | 57,000      | 信濃上田城攻撃   | 子・秀範は西軍。                                                                           |
| 滝川一時   | 下総国内       | 2,000       | 本戦             |                                                                                            |
| 津田信成   | 山城御牧       | 13,000      | 本戦             |                                                                                            |
| 筒井定次   | 伊賀上野       | 200,000     | 本戦             |                                                                                            |
| 土岐定義   | 下総守屋       | 10,000      | 信濃上田城攻撃   | 徳川譜代                                                                                   |
| 戸沢政盛   | 出羽角館       | 40,000      | 対上杉守備隊     | 常陸松岡に転封。                                                                           |
| 南部利直   | 陸奥盛岡       | 100,000     | 上杉景勝と交戦   | 伊達政宗の策謀による和賀忠親の一揆とも戦う。                                               |
| 蜂須賀至鎮 | 阿波徳島       | （173,000） | 本戦             | 父・家政は西軍。                                                                           |
| 平野長泰   | 大和田原本     | 5,000       | 本戦             |                                                                                            |
| 北条氏勝   | 下総岩富       | 10,000      | 三河岡崎城守備   | 徳川譜代                                                                                   |
| 北条氏盛   | 河内狭山       | 11,000      | 本戦             |                                                                                            |
| 堀親良     | 越後蔵王堂     | 30,000      | 上杉方一揆と交戦 | 秀治弟                                                                                     |
| 堀直政     | 越後三条       | 50,000      | 上杉方一揆と交戦 |                                                                                            |
| 堀直寄     | 越後坂戸       | 20,000      | 上杉方一揆と交戦 | 直政二男                                                                                   |
| 堀秀重     | 越後国内       | 10,400      | 上杉方一揆と交戦 | 秀治祖父                                                                                   |
| 堀秀治     | 越後春日山     | 300,000     | 上杉方一揆と交戦 |                                                                                            |
| 本多忠勝   | 上総大多喜     | 100,000     | 本戦             | 徳川譜代、伊勢桑名へ転封。嫡男・忠政は徳川秀忠に従軍。                                     |
| 本多俊政   | 大和高取       | 25,000      | 本戦             |                                                                                            |
| 本多正信   | 相模玉縄       | 10,000      | 信濃上田城攻撃   | 徳川譜代、嫡男・正純は本戦に参加。二男・正木左兵衛は宇喜多秀家配下で西軍。                 |
| 本堂茂親   | 出羽本堂       | 9,000       | 上杉方一揆と交戦 | 常陸志筑に移封                                                                             |
| 牧野康成   | 上野大胡       | 20,000      | 信濃上田城攻撃   | 徳川譜代                                                                                   |
| 松浦鎮信   | 肥前平戸       | 62,000      | 肥後宇土城攻撃   |                                                                                            |
| 松下重綱   | 遠江久野       | 16,000      | 美濃曽根に在陣   |                                                                                            |
| 松平家信   | 上総五井       | 5,000       | 江戸城留守居     | 徳川譜代                                                                                   |
| 松平忠輝   | 武蔵深谷       | 10,000      |                  | 徳川家康六男                                                                               |
| 松平忠利   | 下総小見川     | 10,000      |                  | 徳川譜代、父・家忠は山城伏見城の戦いで戦死。                                               |
| 松平康元   | 下総関宿       | 40,000      | 江戸城留守居     | 徳川譜代                                                                                   |
| 水野勝成   | 三河刈谷       | 30,000      | 美濃大垣城攻撃   | 徳川譜代、加賀井重望により刺殺された忠重長男。                                             |
| 水野重央   | 武蔵国内       | 7,000       | 本戦             |                                                                                            |
| 水谷勝俊   | 常陸下館       | 25,000      | 対佐竹守備隊     |                                                                                            |
| 溝口秀勝   | 越後新発田     | 60,000      | 上杉方一揆と交戦 |                                                                                            |
| 皆川広照   | 下野皆川       | 13,000      | 対上杉守備隊     | 徳川譜代                                                                                   |
| 村上頼勝   | 越後村上       | 90,000      | 上杉方一揆と交戦 |                                                                                            |
| 森忠政     | 信濃川中島     | 137,000     | 信濃上田城攻撃   | 小早川秀秋死後の1603年に美作津山186,000石に加増転封。                                      |

### 改易
関ヶ原の戦いで唯一、西軍への寝返りや西軍から東軍への鞍替えなどをせずに改易処分を受けたのが木下勝俊である。勝俊は関ヶ原の戦いで東軍に属し、鳥居元忠と共に伏見城の守備を任されていたが、西軍が攻め寄せる前に城を逃れた結果、戦後、その責を問われて改易されている。慶長13年（1608年）に所領安堵されていた父木下家定が亡くなると、叔母高台院の執り成しにより備中足守2万5000石の大名として返り咲くが、勝俊が足守の継承を独占した事により不満を持った弟木下利房との間で諍いが起き、翌年再度改易。結局のところ勝俊は二度と大名には戻れず、京都に隠棲し歌人として名を残した。
| 武将名   | 旧領     | 石高（石） | 合戦での動向       | 備考                                                   |
| -------- | -------- | ---------- | ------------------ | ------------------------------------------------------ |
| 木下勝俊 | 若狭小浜 | 62,000     | 山城伏見城守備放棄 | 木下長嘯子。木下家定嫡男。二度目の改易後は京都に隠棲。 |

### 減封
東軍についた武将で減封処分を受けたのが以下のとおりである。秋田実季は東軍であったが、小野寺義道（西軍）に出した手紙や庄内への出陣の遅れを、戦後に最上義光から訴えられた。これによってか、慶長7年（1602年）に佐竹義宣と入れ替わる形で、父祖伝来の土地である秋田から常陸へと領替えを命じられた。表高の変動こそわずかであるが、実高19万石とも伝わる秋田の領地や秋田氏の重要な交易拠点である秋田湊などから引き離された事を考えると、秋田氏にとっては厳しいとも言える裁定であった。
伏見城の戦いで戦死した佐野綱正の息子佐野吉綱も減封処分を受けた。綱正は会津征伐の際、大坂城西の丸の留守居として守りにつき、西軍挙兵後に西の丸の明け渡しを条件に家康側室の阿茶局、お勝の方、お万の方を連れ八幡にこれを移した。そして側室らを知人に預けて伏見城に入城して鳥居元忠らと共に討ち死にしたが、戦後に家康は側室の守護という使命を放棄して功名心から勝手な行動をとったとして綱正の行動を評価せず、綱正の子である吉綱の所領は減らされている。これは東軍に参加した徳川譜代唯一の減封例となった。また、日根野吉明は本戦を通じ一貫して東軍に付いており、特に当人に落ち度はなかったが下記の理由を元に戦後に所領を減らされた上で転封を命じられた。
| 武将名     | 旧領           | 石高（石） | 合戦での動向     | 新領     | 石高（石） | 備考                                                                                             |
| ---------- | -------------- | ---------- | ---------------- | -------- | ---------- | ------------------------------------------------------------------------------------------------ |
| 秋田実季   | 出羽秋田       | 52,000     | 小野寺義道と交戦 | 常陸宍戸 | 50,000     | 本戦後、小野寺義道に宛てた実季の手紙を西軍内通の嫌疑ありとして最上義光が本多正信に提出。         |
| 佐野吉綱   | 近江・上総国内 | 3,000      | 不詳             | 近江野洲 | 800        | 徳川家臣、父・綱正は山城伏見城の戦いで戦死。                                                     |
| 日根野吉明 | 信濃高島       | 27,000     | 信濃上田城攻撃   | 下野壬生 | 10,900     | 祖父・弘就の西軍内通と吉明自身の幼少を理由に減封。                                               |
| 三好房一   | 河内国内       | 10,000     | 本戦             | （同左） | 2,300      | 家康本隊に従軍中に西軍挙兵により領地を押えられ失領。戦後に新領を充てられるが石高は大きく減った。 |

## 寝返り

### 西軍→東軍

#### 加増
西軍から東軍へと寝返った武将の中で加増を受けたのは以下の通りである。
京極高次は所領の大津が大坂に近く、初めは西軍へと参加していたが東軍が岐阜城を陥落させると石田三成からの大垣城守備の命令を無視して大津城へと舞い戻り籠城した。交通の要衝たる大津の領主が東軍へ寝返った事は西軍にとって看過できず、立花宗茂など1万5000人を大津城攻略に当たらせた。高次は9月15日に西軍へ降伏し高野山で謹慎させられる事となったが、大津城攻略に割かれた兵は翌日に起こった関ヶ原本戦に間に合わなかった。これを評価した家康によって高次は謹慎を解かれ、若狭小浜8万5000石を新たに与えられる事になったのである。
本戦での寝返り組で加増を受けたのが小早川秀秋である。秀秋は7月15日に海路で九州から大坂に到着したが、その時には既に大坂では西軍が挙兵しており、なし崩し的に西軍に参加する事になり伏見城の戦いなどに参加したが、家老の稲葉正成、平岡頼勝を通じて東軍へと連絡を取っており、本戦では伊藤盛正を追い出して松尾山に布陣し、開戦直後は傍観していたが家康の催促に応じて寝返り、大谷吉継の陣へと襲いかかった。これにより連鎖的に寝返りが発生した為、大谷隊などが壊滅し東軍の勝利に貢献をし、後に行われた佐和山城攻めでも先鋒として戦い戦後に加増を受けた。
| 武将名     | 旧領         | 石高（石） | 合戦での動向   | 新領     | 石高（石） | 備考                                                                                   |
| ---------- | ------------ | ---------- | -------------- | -------- | ---------- | -------------------------------------------------------------------------------------- |
| 稲葉貞通   | 美濃郡上八幡 | 40,000     | 近江水口城攻撃 | 豊後臼杵 | 50,000     | はじめ西軍も本戦前に織田秀信の岐阜城が陥落すると降伏。以後は東軍。                     |
| 京極高次   | 近江大津     | 60,000     | 近江大津城守備 | 若狭小浜 | 85,000     | はじめ西軍も東軍に転じ大津城に籠城。大津城の戦いに割かれた西軍部隊が本戦に参加できず。 |
| 小早川秀秋 | 筑前名島     | 357,000    | 本戦           | 備前岡山 | 510,000    | 木下家定五男。美作も領有。本戦で寝返り東軍勝利を決定づける。                           |
| 竹中重利   | 豊後高田     | 10,000     | 丹後田辺城攻撃 | 豊後府内 | 20,000     | 家臣を田辺城攻撃に参加させていたが黒田如水の誘いで転身。                               |

#### 安堵
| 武将名     | 旧領         | 石高（石） | 合戦での動向     | 備考                                                                                         |
| ---------- | ------------ | ---------- | ---------------- | -------------------------------------------------------------------------------------------- |
| 秋月種長   | 日向財部     | 30,000     | 美濃大垣城攻撃   | 大垣城内部で木村由信などを謀殺。                                                             |
| 有馬晴信   | 肥前日野江   | 40,000     | 肥後宇土城攻撃   | 眼病を理由に宇土城攻めには参加せず嫡男・直純を参加させる。                                   |
| 稲葉通重   | 美濃清水     | 12,000     | 近江水口城攻撃   | 叔父・稲葉貞通同様に岐阜城陥落時に降伏し以後は東軍。                                         |
| 加藤貞泰   | 美濃黒野     | 40,000     | 美濃大垣城攻撃   | 犬山城将だったが井伊直政の誘いで降る。                                                       |
| 相良長毎   | 肥後人吉     | 22,000     | 美濃大垣城攻撃   | 秋月種長らと共に大垣城内で木村由信らを謀殺。                                                 |
| 関一政     | 美濃多良     | 30,000     | 美濃大垣城攻撃   | 加藤貞泰らと共に井伊直政の誘いに応じ降る。                                                   |
| 高橋元種   | 日向縣       | 50,000     | 美濃大垣城攻撃   | 秋月種長らと共に大垣城内で木村由信らを謀殺。                                                 |
| 竹中重門   | 美濃菩提     | 6,000      | 本戦             | 加藤貞泰らと共に降る。小西行長を捕縛。                                                       |
| 長谷川守知 | 美濃国内など | 10,000     | 佐和山城諜報活動 | 内通者。父・宗仁は西軍で丹後田辺城攻撃に参加。本戦後の佐和山城の戦いで東軍の兵を誘引。       |
| 鍋島直茂   | 肥前佐賀     | 357,000    | 伊勢口守備       | 東軍に早くから内応、嫡男・勝茂の行軍を中止させ家康へ直ちに謝罪。柳河城攻撃を条件に所領安堵。 |
| 脇坂安治   | 淡路洲本     | 33,000     | 本戦             | 小早川秀秋らと共に本戦で寝返る。                                                             |

#### 改易
西軍から東軍に寝返った大名の中で改易処分を受けたのが赤座吉家と小川祐忠である。二人は小早川秀秋・脇坂安治・朽木元綱と共に関ヶ原本戦で寝返り、大谷吉継隊を壊滅させて東軍の勝利に貢献したが許されず所領を召し上げられている。
関ヶ原の戦いにおいては多くの武将が西軍から東軍へ寝返ったが、改易となったのはこの2名だけであり、その理由については様々な説がある。なお、小川祐忠については、息子が大名となったことを示す史料の存在が指摘され、実際には減封であったとする説がある。また、赤座吉家についても本戦には参戦していない（従って、寝返りは不可能）とする説もある。
| 武将名   | 旧領     | 石高（石） | 合戦での動向 | 備考 |
| -------- | -------- | ---------- | ------------ | --- |
| 赤座吉家 | 越前今庄 | 12,000     | 本戦         | 小早川秀秋などと共に寝返るが、許されず改易。後に前田利長に仕官し、子孫は加賀藩士となる。                                                                                 |
| 小川祐忠 | 伊予今治 | 70,000     | 本戦         | 小早川秀秋らと共に寝返り、平塚為広の首級を挙げるも許されず改易。理由は諸説あり。また、子の光氏が許されて豊後日田20,000石に封じられたが、無嗣改易になったとする説もある。 |

#### 減封
| 武将名   | 旧領       | 石高（石） | 合戦での動向     | 新領     | 石高（石） | 備考                                                                                                   |
| -------- | ---------- | ---------- | ---------------- | -------- | ---------- | --- |
| 朽木元綱 | 近江朽木谷 | 20,000     | 本戦             | （同左） | 9,600      | 小早川秀秋らと共に本戦で寝返るが戦後、所領を減らされる。伊勢安濃・近江高島の蔵入地代官職を罷免される。 |
| 毛利広盛 | 美濃八神   | 3,000      | 美濃竹ヶ鼻城守備 | （同左） | 2,000      | 福島正則の誘いで降る。                                                                                 |

### 東軍→西軍

#### 改易
東軍から西軍への寝返りを行った武将は以下の通りである。こちらは情状酌量された武将はおらず、いずれも改易処分となっている。
| 武将名     | 旧領     | 石高（石） | 合戦での動向     | 備考 |
| ---------- | -------- | ---------- | ---------------- | --- |
| 遠藤胤直   | 美濃犬地 | 6,500      | 遠藤慶隆と交戦   | 遠藤慶隆は舅。慶隆と同心して東軍に参じていたが突如として東軍から西軍に寝返り慶隆を攻撃したが敗北。戦後に改易。                                                                                                 |
| 織田秀雄   | 越前大野 | 50,000     | 北国口守備       | 信雄嫡男。はじめ東軍も前田利長が自領に引き返すと西軍に城を明け渡し戦後に改易。1602年徳川家康に仕官、3,000俵を与えられる。                                                                                      |
| 小野寺義道 | 出羽横手 | 30,000     | 秋田実季らと交戦 | 当初は東軍に与したが、のちに上杉景勝に味方した。1601年に改易され、子の左京、弟の康道とともに石見国津和野に流罪。1645年に同地で80歳で死去。家臣の黒沢道家も浪人となる。子孫は亀井氏に仕官し、津和野藩士となる。 |
| 前田利政   | 能登七尾 | 215,000    | 在国し出陣拒否   | 当初は大聖寺城・小松城攻撃に出陣するが、その後拒否し改易。領地は兄・利長に編入。子孫は加賀藩重臣となる。 |
| 宮部長房   | 因幡鳥取 | 50,000     | 岡崎城に幽閉     | はじめ東軍も西軍に転身しようとしたのが発覚し、捕らえられ改易。南部利直預りに。子孫は盛岡藩家老。 |
| 山川朝信   | 下野山川 | 20,000     | 対上杉守備隊     | 1601年8月に上杉に内通していたことが発覚し改易。後に結城秀康に仕官。 |

## 中立・不明

### 加増
戦中の立場が曖昧、あるいは不明でありながら加増を受けた武将に、関東公方足利氏後裔の喜連川頼氏が挙げられる。喜連川頼氏は本戦中もどちらに属すこともなかったが、戦後、徳川家康に対して戦勝を祝う使者を派遣した事により加増を受けている。
| 武将名     | 旧領       | 石高（石） | 合戦での動向 | 新領     | 石高（石） | 備考                                                               |
| ---------- | ---------- | ---------- | ------------ | -------- | ---------- | ------------------------------------------------------------------ |
| 喜連川頼氏 | 下野喜連川 | 3,500      | 在国し観望   | （同左） | 4,500      | 戦中どちらにも属さず。戦後、徳川家康に対して戦勝を祝う使者を派遣。 |

### 安堵
戦中の立場が曖昧、あるいは不明ながら所領を安堵された武将は以下の通りである。
木下家定は秀吉正室の高台院の兄であり、豊臣家とは縁の深い人物であった。家定は、当初、大坂城留守居を務めていたが、伏見城の戦いの前頃に大坂を離れ、京の高台院の屋敷の警護に兵力を集めたまま動くことはなく、戦後、家康から高台院警護を賞され所領安堵を受けた。これは東軍西軍どちらが勝っても家名を残すための行動と思われる。
そして家康の弾劾状に名を連ねた前田玄以については、合戦時に厳正中立を貫いたことや田辺城開城における嗣子・前田茂勝の働きなどが評価されたのか、本領安堵されている。正確な理由は不明であるが西軍に加担した五奉行の中で唯一身上を全うしている。織田信長・豊臣秀吉に仕えた玄以は家康の力量を評価しており、『徳川実紀』にも玄以の家康評が残されている。
| 武将名   | 旧領     | 石高（石） | 合戦での動向 | 備考                                                                             |
| -------- | -------- | ---------- | ------------ | -------------------------------------------------------------------------------- |
| 木下家定 | 播磨姫路 | 25,000     | 高台院警護   | 息子の内、勝俊・小早川秀秋は東軍。利房・延俊・利定は西軍。備中足守に移封。       |
| 五島玄雅 | 肥前福江 | 15,000     | 在国し観望   | 1603年、家康に謁し15,000石の所領を認める朱印状を下賜される。                     |
| 前田玄以 | 丹波亀山 | 50,000     | 大坂城留守居 | 嗣子・茂勝は丹後田辺城に派遣された後陽成天皇の勅使一行に供奉。開城交渉に当たる。 |
| 松前慶広 | 蝦夷松前 | （無高）   | 在国し観望   |                                                                                  |

## 西軍

### 斬首・切腹・戦死
関ヶ原の敗戦で命を落とした武将は以下の通りである。斬首されたのは首謀者の石田三成と総大将・毛利氏の戦争責任をも負う形となった安国寺恵瓊、キリスト教の教義により自殺が許されない小西行長であるが、原長頼も同日・同じ場所で斬首されている。理由は不明であるが異説（10月13日に自刃した説）もある。切腹を命じられた武将としては五奉行の一人・長束正家や三成の女婿である福原長堯、丹後田辺城攻略軍総大将を務めた小野木重勝などがいる。
当主が刑死・切腹した大名家は概ね家名断絶となった。例えば、室町幕府四職を務めた名家・赤松氏は本宗家の赤松則英と、分家筋の斎村政広（赤松広英）がそれぞれ自刃を命じられ、赤松氏は宝永年間まで御家断絶の憂き目に遭った。これらの武将は何れも京都・三条大橋に首を晒されている。大身の武将は三成・行長程度で、後は概ね1万石から2万石程度の小大名が多く自刃を命じられており、京極高次が籠った大津城の戦いに参加した西軍の小大名が目に付く。
落城に伴う自刃を含む戦死では8月4日に前田利長・前田利政兄弟の大軍によって大聖寺城を攻め落とされた山口正弘・修弘父子が西軍初の武将級戦死者であり、8月22日に福島正則や池田輝政など東軍先鋒部隊によって居城の竹ヶ鼻城を攻め落とされた杉浦重勝がこれに続いた。
本戦では大谷吉継が平塚為広・戸田勝成と共に小早川秀秋ら裏切り組と激戦の末に戦死、「島津の退き口」と言われる島津義弘の退却戦において島津豊久ら島津軍のほとんどが戦死している。その後佐和山城の石田一族や伊勢亀山城の岡本良勝父子などが落城後に自刃した。大垣城では守将であった垣見一直や木村由信などが相良長毎、秋月種長ら九州の諸大名による寝返りにより、城内で謀殺されている。
ここに挙げられた大名家は全て改易・所領没収となり、その後の復活もなく一部は旗本や諸藩の藩士となった家もあるが、大抵は歴史の表舞台から姿を消した。
| 武将名     | 旧領           | 石高（石） | 合戦での動向     | 結果          | 備考 |
| ---------- | -------------- | ---------- | ---------------- | ------------- | --- |
| 赤松則英   | 阿波住吉       | 10,000     | 近江佐和山城守備 | 切腹          | 10月1日、京都戒光寺で自刃。赤松氏宗家は断絶。傍系石野氏より宝永年間に赤松範恭が家名を再興する。                                                |
| 安国寺恵瓊 | 伊予国内       | 60,000     | 本戦             | 斬首          | 10月1日、京都六条河原にて斬首。安芸武田氏断絶。                                                                                                |
| 生熊長勝   | 近江国内       | 30,000     | 尾張犬山城守備   | 切腹          | 常陸松岡城に幽閉され自刃。子孫は水戸徳川家に仕官し、水戸藩士となる。                                                                           |
| 生駒修理亮 | -              | -          | 大坂備後橋守備   | 切腹          | 生駒親正の弟。実名不詳。石川頼明隠匿の罪で自刃。                                                                                               |
| 石川頼明   | 播磨・丹波国内 | 12,000     | 近江大津城攻撃   | 切腹          | 10月7日自刃。 |
| 石田正澄   | 近江・河内国内 | 25,000     | 近江佐和山城守備 | 戦死          | 石田三成の兄。9月17日佐和山落城時自刃。 |
| 石田正継   | 近江国内       | 30,000     | 近江佐和山城守備 | 戦死          | 石田三成の父。9月17日佐和山落城時自刃。 |
| 石田三成   | 近江佐和山     | 194,000    | 本戦             | 斬首          | 五奉行・西軍主将。10月1日六条河原にて斬首。嫡男・重家は出家、二男・重成は津軽氏に仕官し、子孫は弘前藩重臣。                                    |
| 宇多頼忠   | 大和・河内国内 | 13,000     | 近江佐和山城守備 | 戦死          | 9月17日佐和山落城時自刃。 |
| 大谷吉継   | 越前敦賀       | 50,000     | 本戦             | 戦死          | 小早川秀秋軍と戦い戦死。嫡男・吉治は大坂の陣で豊臣方に与し戦死。三男・泰重の子孫が福井藩士となる。                                             |
| 岡本良勝   | 伊勢亀山       | 22,000     | 伊勢亀山城守備   | 切腹          | 9月16日、開城時に自刃。嫡男・重義も近江水口で自刃。                                                                                            |
| 小野木重勝 | 丹波福知山     | 31,000     | 丹後田辺城攻撃   | 切腹          | 井伊直政の進言で助命されかけたが、細川忠興の強請により10月18日、丹波亀山浄土寺で自刃。                                                         |
| 加賀井某   | 美濃加賀井     | 10,000     | 美濃大垣城守備   | 処刑          | 父・重望は本戦前に三河池鯉鮒の饗宴で水野忠重を殺害し堀尾吉晴を負傷させた後斬殺される。その後忠重の子である水野勝成により処刑された。実名不詳。 |
| 垣見一直   | 豊後富来       | 20,000     | 美濃大垣城守備   | 戦死          | 9月18日、秋月種長らの裏切りで殺害。 |
| 垣屋恒総   | 因幡浦住       | 10,000     | 近江大津城攻撃   | 切腹          | 高野山で自刃。孫・吉綱が紀州徳川家に仕官し、子孫は紀州藩士となる。                                                                             |
| 河尻秀長   | 美濃苗木       | 10,000     | 本戦             | 戦死          | 本戦で戦死。弟・鎮行が徳川氏に仕官し、子孫は旗本となる。                                                                                       |
| 木下重堅   | 因幡若桜       | 20,000     | 近江大津城攻撃   | 切腹          | 10月13日、摂津一心院で自刃。 |
| 木村由信   | 美濃北方       | 10,000     | 美濃大垣城守備   | 戦死          | 9月18日、秋月種長らの裏切りで殺害。嫡男・豊統も同時に殺害される。                                                                              |
| 九鬼嘉隆   | 伊勢国内       | 5,000      | 嫡男・守隆と交戦 | 切腹          | 家康の赦免を守隆が届ける直前の10月12日、答志島で自刃。                                                                                         |
| 熊谷直盛   | 豊後安岐       | 15,000     | 美濃大垣城守備   | 戦死          | 9月18日、秋月種長らの裏切りで殺害。 |
| 小西行長   | 肥後宇土       | 200,000    | 本戦             | 斬首          | 10月1日、京都六条河原にて斬首。嫡男・兵庫頭は毛利輝元により斬首。                                                                              |
| 斎村政広   | 但馬竹田       | 22,000     | 丹後田辺城攻撃   | 切腹          | 降伏後鳥取城攻撃を家康より命じられるが、城下焼き払いの咎で10月28日自刃。                                                                       |
| 島津豊久   | 日向高城       | 28,000     | 本戦             | 戦死          | 退却中、牧田烏頭坂で戦死。子孫は薩摩藩重臣。所領は一門の以久が継承する。                                                                       |
| 杉浦重勝   | 美濃竹ヶ鼻     | 8,000      | 美濃竹ヶ鼻城守備 | 戦死          | 8月22日、落城時に自刃。 |
| 戸田勝成   | 越前安居       | 10,000     | 本戦             | 戦死          | 織田長孝軍と戦い嫡男・内記共々戦死。 |
| 長束直吉   | 近江国内       | 10,000     | 本戦             | 切腹          | 長束正家の弟。10月3日に兄共々開城後自刃。子孫は浅野氏に仕官し、広島藩士となる。                                                                |
| 長束正家   | 近江水口       | 50,000     | 本戦             | 切腹          | 五奉行。10月3日、開城後自刃。嫡男・半左衛門は細川忠興に仕官し、子孫は熊本藩士となる。                                                          |
| 原長頼     | 美濃太田       | 30,000     | 美濃太田城守備   | 斬首 （切腹） | 10月1日、京都六条河原にて斬首。10月13日に自刃したという説もある。                                                                              |
| 平塚為広   | 美濃垂井       | 10,000     | 本戦             | 戦死          | 小川祐忠軍と戦い、戦死。子孫は紀州徳川家に仕官し、紀伊藩士を経て8代将軍徳川吉宗の時に旗本となる。                                              |
| 福原長堯   | 豊後荷揚       | 30,000     | 美濃大垣城守備   | 切腹          | 大垣城開城後、9月28日蟄居先の伊勢朝熊山で自刃。                                                                                                |
| 松浦久信   | 伊勢井生       | 11,000     | 近江大津城攻撃   | 戦死          | 大津城攻撃中に戦死。 |
| 山口修弘   | 加賀江沼郡内   | 13,000     | 加賀大聖寺城守備 | 戦死          | 山口正弘の嫡男。8月4日の落城時に父共々戦死。                                                                                                   |
| 山口正弘   | 加賀大聖寺     | 50,000     | 加賀大聖寺城守備 | 戦死          | 8月4日、落城時戦死。二男・弘定は大坂の陣で豊臣方に与し、戦死。                                                                                 |

### 流罪・追放・蟄居
この項目に名を連ねる武将には、関ヶ原における中心人物が含まれている。五大老である宇喜多秀家は西軍の副将として奮戦したが敗北、薩摩へ逃れた。1606年（慶長11年）に発覚し駿府へ連行されたが、正室・豪姫の兄である前田利長と薩摩に匿った島津忠恒（家久）の助命嘆願により八丈島へ流罪とした。
五奉行である増田長盛は弾劾状に署名した一人であるが、家康に内通していた。しかし許されず高力清長が領する武蔵岩槻城へ蟄居となる。徳川秀忠を散々に翻弄した真田昌幸は家康との因縁も深く、家康・秀忠共に死罪とする考えであった。しかし嫡男である真田信之と、その舅である本多忠勝による必死の助命嘆願もあって九度山へ流罪となった。
このほか小山評定で真田昌幸と共に西軍へ退転した田丸直昌や、石垣原の戦いで黒田如水に大敗した大友義統なども追放、あるいは他家預かりとなっている。預かり先の大名では南部利直が最も多く、石川貞通・岸田忠氏・松浦宗清・宮部長熙の四名を受け取っている。これら大名の子孫の多くは、預かり先となった大名家に仕官し藩士となって家名を残している。
| 武将名     | 旧領           | 石高（石） | 合戦での動向     | 結果 | 備考 |
| ---------- | -------------- | ---------- | ---------------- | ---- | --- |
| 石川貞通   | 山城・丹波国内 | 12,000     | 大坂天王寺守備   | 蟄居 | 南部利直預かり。子孫はそのまま南部氏に仕官し盛岡藩士となる。                                                                           |
| 宇喜多秀家 | 備前岡山       | 574,000    | 本戦             | 流刑 | 西軍副将。1606年八丈島に流刑。子孫は八丈島に住し、明治維新後東京へ戻る。                                                               |
| 氏家行継   | 近江国内       | 15,000     | 伊勢桑名城守備   | 蟄居 | 細川忠興預かり。子孫はそのまま細川氏に仕官し、熊本藩士となる。                                                                         |
| 大友義統   | （領地なし）   | -          | 黒田如水と交戦   | 蟄居 | 秋田実季預かり。嫡男・義乗は東軍。子孫は徳川氏に仕官し、江戸幕府高家となる。                                                           |
| 織田秀信   | 美濃岐阜       | 123,000    | 美濃岐阜城守備   | 蟄居 | 8月23日岐阜城落城後に高野山へ蟄居。1605年高野山で没し織田氏嫡流断絶。                                                                  |
| 川口宗勝   | 尾張・伊勢国内 | 10,000     | 山城伏見城攻撃   | 蟄居 | 高野山に蟄居後、伊達政宗預かり。1606年に徳川秀忠に仕官し子孫は旗本となる。                                                             |
| 岸田忠氏   | 大和岸田       | 10,000     | 本戦             | 蟄居 | 南部利直預かり。子孫はそのまま南部氏に仕官し、盛岡藩士となる。                                                                         |
| 真田信繁   | （不明）       | 19,000     | 信濃上田城守備   | 流刑 | 昌幸次男。父と共に九度山に流罪・蟄居。後に大坂の陣で豊臣方に与し戦死。                                                                 |
| 真田昌幸   | 信濃上田       | 38,000     | 信濃上田城守備   | 流刑 | 紀伊九度山に流罪・蟄居。領地は嫡男・信之が領有。                                                                                       |
| 新庄直定   | （不明）       | 12,000     | 伊賀上野城占拠   | 蟄居 | 新庄直頼嫡男。蒲生秀行預かり。1604年に父・直頼とともに赦免。                                                                           |
| 多賀秀種   | 大和宇多       | 20,000     | 近江大津城攻撃   | 追放 | 堀秀政の弟。越後へ追放され後に前田利常に仕官し、子孫は加賀藩士となる。                                                                 |
| 田丸直昌   | 美濃岩村       | 40,000     | 大坂城留守居     | 追放 | 越後へ追放されるが1602年赦免され、蒲生秀行に寄食。子孫は江戸幕府旗本となる。                                                           |
| 中江直澄   | 伊勢国内       | 10,000     | 伊勢安濃津城攻撃 | 蟄居 | 伊達政宗預かり。後1603年赦免。 |
| 増田長盛   | 大和郡山       | 200,000    | 大坂城留守居     | 蟄居 | 大津城攻撃に陣代を派遣。戦後高力清長預かり。嫡男・盛次は尾張徳川家に仕えるが退転し、大坂夏の陣で豊臣方に与し戦死。その咎で1615年自刃。 |
| 松浦宗清   | 伊勢井生       | 10,000     | 山城伏見城攻撃   | 蟄居 | 南部利直預かり。 |
| 毛利勝信   | 豊前小倉       | 60,000     | 本戦             | 蟄居 | 山内一豊預かり。嫡男・勝永は大坂の陣で豊臣方に与し、落城時豊臣秀頼を介錯して自刃。                                                     |

### 改易
刑死・流罪など特別な処罰を受けずに、改易となった大名は以下の通りである。
改易された後の大名・武将の動向であるが、長宗我部盛親など大坂の陣において豊臣方に加担した者、織田信貞など江戸幕府に仕官した者、諸大名の家臣になった者の三者に大きく色分けされる。しかし中には石川貞清のように武士を捨てて野に下る者など変り種もおり、様々である。
| 武将名       | 旧領           | 石高（石） | 合戦での動向     | 備考 |
| ------------ | -------------- | ---------- | ---------------- | --- |
| 青木一矩     | 越前北ノ庄     | 210,000    | 北国口守備       | 前田利長に降伏後本領安堵を願い出るが改易。                                                                           |
| 青木俊矩     | 越前金剛院     | 20,000     | 北国口守備       | 父・一矩ともども改易。前田利長預かり。子の久矩は大坂の陣で豊臣方に与し、戦死。                                       |
| 青山忠元     | 越前丸岡       | (46,000)   | 北国口守備       | 父・宗勝ともども改易。                                                                                               |
| 青山宗勝     | 越前丸岡       | 46,000     | 北国口守備       | 子孫は丹羽氏に仕官し、二本松藩士となる。                                                                             |
| 蘆名義広     | 常陸江戸崎     | 45,000     | 在国し観望       | 佐竹義宣の弟。子孫は久保田藩重臣となる。                                                                             |
| 安宅重俊     | 紀伊牟婁郡内   | 1,500      |                  | |
| 安宅春定     | 紀伊牟婁郡内   | 1,800      |                  | 父・重俊ともども改易。                                                                                               |
| 池田秀氏     | 伊予大洲       | 20,000     | 美濃駒野城守備   | 藤堂高虎に5000石で仕官。子孫は徳川氏に仕官し、旗本となる。                                                           |
| 生駒忠清     | -              | -          | 大坂備後橋守備   | |
| 石川貞清     | 尾張犬山       | 12,000     | 尾張犬山城守備   | 京都に隠棲。子孫は京都の商人となる。                                                                                 |
| 磯部豊直     | 因幡智頭       | 3,000      | 在国し観望       | |
| 伊藤盛正     | 美濃大垣       | 34,000     | 本戦             | 後に前田利常に仕官。                                                                                                 |
| 色川秀足     | 紀伊牟婁郡内   | 724        |                  | |
| 上田重安     | 越前国内       | 10,000     | 北国口守備       | 後に浅野長晟に仕官し、子孫は広島藩重臣となる。                                                                       |
| 雲林院大夫   | 伊勢国内       | (不明)     |                  | |
| 氏家行広     | 伊勢桑名       | 22,000     | 伊勢桑名城守備   | 荻野道喜と称し大坂の陣で豊臣方に与し、落城時に自刃。                                                                 |
| 太田一吉     | 豊後臼杵       | 65,000     | 豊後臼杵城守備   | 甥の政成を東軍、子の一成を西軍に属させ自身は病と称して臼杵城に篭るが西軍方と見做され黒田如水らに攻撃され、戦後改易。 |
| 奥山正之     | 越前国内       | 12,000     | 北国口守備       | 剃髪後宗巴と号し、公家・文人と交流する。                                                                             |
| 織田信貞     | 近江国内       | 1,000      | 本戦             | 後に徳川家康に仕官し、子孫は尾張藩士・江戸幕府高家となる。                                                           |
| 織田信高     | 近江国内       | 2,000      | 本戦             | 子孫は徳川氏に仕官し、江戸幕府高家となる。                                                                           |
| 小山隆重     | 紀伊牟婁郡内   | 800        |                  | 大坂の陣で豊臣方に与し、戦死。                                                                                       |
| 糟屋武則     | 播磨加古川     | 12,000     | 本戦             | 後に徳川家康に仕官し、子孫は旗本となる。                                                                             |
| 菅達長       | 伊予国内       | 15,000     | 伊勢湾警備       | 後に藤堂高虎に仕官し、子孫は津藩士となる。                                                                           |
| 木下一元     | (不明)         | 20,000     | 大坂城留守居     | |
| 木下俊定     | 丹波国内       | 10,000     | 近江大津城攻撃   | 家定の子。小早川秀秋の兄（弟とも）。秀秋に寄食。                                                                     |
| 木下延重     | 播磨国内       | 20,000     | 山城伏見城攻撃   | |
| 木下頼継     | 越前国内       | 25,000     | 本戦             | 大谷吉継の二男。敗戦後病死。                                                                                         |
| 木村秀望     | 豊後国内       | 10,000     | 近江瀬田橋守備   | 大坂の陣で豊臣方に与し、戦死。                                                                                       |
| 京極備中守   | -              | -          |                  | 大坂の陣で豊臣方に与し、戦後浪人となる。                                                                             |
| 国枝政森     | 美濃本郷       | (不明)     |                  | |
| 小早川秀包   | 筑後久留米     | 130,000    | 近江大津城攻撃   | 子孫は長州藩士となる。                                                                                               |
| 駒井重勝     | 豊後・伊勢国内 | 26,300     | 山城伏見城攻撃   | 浪人の後、前田利長に仕え加賀藩士になる。                                                                             |
| 佐藤方政     | 美濃上有知     | 20,000     | 美濃岐阜城守備   | 大坂の陣で豊臣方に与し、戦死。儒者である佐藤一斎は子孫。                                                             |
| 新庄直忠     | 伊勢・近江国内 | 14,600     |                  | 後に徳川家康に仕官。                                                                                                 |
| 杉若氏宗     | 紀伊田辺       | 19,000     | 近江大津城攻撃   | 降伏後新宮城攻撃を家康より命じられるが、戦後逃亡して行方不明となる。                                                 |
| 周参見氏長   | 紀伊牟婁郡内   | 1,700      |                  | 後に藤堂高虎に仕官。                                                                                                 |
| 鈴木重朝     | 紀伊平井       | 10,000     | 山城伏見城攻撃   | 鳥居元忠を討ち取る。後に水戸徳川家に仕官し、子孫は水戸藩士となる。通称雑賀孫市。                                     |
| 仙石秀範     | -              | 3,000      |                  | 父・秀久は東軍。廃嫡され後に大坂の陣で豊臣方に与し、落城後逃亡して行方不明となる。                                   |
| 高河原家盛   | 紀伊牟婁郡内   | 800        |                  | 後に浅野長政に仕官。                                                                                                 |
| 高木守之     | 美濃高須       | 10,000     | 美濃高須城守備   | 堀尾吉晴に寄食。 |
| 高田治忠     | 丹波国内       | 10,000     | 丹後田辺城攻撃   | |
| 多賀谷重経   | 常陸下妻       | 60,000     | 在国し観望       | 子孫は越前松平家に仕官し、前橋藩士となる。二男・宣家は岩城貞隆養子となり、出羽亀田藩主。                             |
| 武光忠棟     | 美濃長松       | 5,000      | 美濃長松城守備   | 大坂の陣で豊臣方に与し、落城時に自刃。                                                                               |
| 玉置永直     | 紀伊国内       | 3,500      |                  | 大坂の陣で豊臣方に与し、戦後は尾張徳川家に仕官。                                                                     |
| 長宗我部盛親 | 土佐浦戸       | 222,000    | 本戦             | 浪人の後、大坂の陣で豊臣方に与し敗戦後斬首。父・元親の弟親泰の子孫が堀田氏に仕官し、佐倉藩士となる。                 |
| 筑紫広門     | 筑後山下       | 18,000     | 近江大津城攻撃   | 嫡男・茂成が江戸幕府に召しだされ、子孫は旗本となる。                                                                 |
| 寺田光吉     | 大和国内       | 15,000     | 山城伏見城攻撃   | |
| 寺西是成     | 伊勢国内       | 10,000     | 北国口守備       | 後に丹羽長重に仕官し、子孫は二本松藩士となる。                                                                       |
| 寺西直次     | 伊勢・近江国内 | 10,000     | 伊勢桑名城守備   | 後に前田利長に仕官し、子孫は富山藩・加賀藩・大聖寺藩士となる。                                                       |
| 南条元忠     | 伯耆羽衣石     | 60,000     | 近江大津城攻撃   | 後に豊臣秀頼に仕官するが、大坂冬の陣で徳川方内通嫌疑を受け誅殺。兄・元清は加藤清正に仕官。                           |
| 丹羽長正     | 越前東郷       | 50,000     | 北国口守備       | 後に豊臣秀頼、続いて兄・丹羽長重に仕官し、子孫は二本松藩重臣となる。                                                 |
| 野村直隆     | 近江国友       | 20,000     | 山城伏見城攻撃   | |
| 箸尾高春     | 大和広瀬       | 20,000     | 大和高取城攻撃   | 大坂の陣で豊臣方に与し、戦後は大和に隠遁。                                                                           |
| 服部正栄     | 越前国内       | 10,000     | 大坂安堂寺町守備 | 大坂の陣で豊臣方に与し、戦後前田利常預かりとなる。                                                                   |
| 早川長政     | 豊後府内       | 20,000     | 丹後田辺城攻撃   | 大坂の陣で豊臣方に与し、落城後逃亡して行方不明となる。                                                               |
| 樋口雅兼     | 近江国内       | 12,000     | 山城伏見城攻撃   | 大坂の陣で豊臣方に与し、戦後堀尾忠晴預かりとなる。                                                                   |
| 日根野弘就   | 尾張・三河国内 | 16,000     | 在国し観望       | 孫・吉明は東軍。後に西軍内通の嫌疑により減封。1602年没時に日根野家の領有は許されず実質的に改易。                     |
| 福田牛介     | 大和・紀伊国内 | 4,200      |                  | |
| 堀秀信       | -              | -          |                  | 新庄直頼三男。堀秀村の養子。1606年、徳川秀忠に仕官。子孫は旗本となる。                                               |
| 堀内氏善     | 紀伊新宮       | 27,000     | 伊勢口守備       | 嫡男・氏久は大坂の陣で豊臣方に与するが、千姫救護の功で家康に取り立てられ、子孫は旗本となる。                         |
| 間島氏勝     | -              | -          |                  | 黒田如水に寄食。 |
| 丸毛兼利     | 美濃福束       | 20,000     | 徳永寿昌と交戦   | 後に前田利長に仕官し、子孫は加賀藩士となる。                                                                         |
| 溝江長晴     | 越前国内       | 10,700     | 北国口守備       | 後に井伊直孝に仕官し、子孫は彦根藩士となる。                                                                         |
| 御牧信景     | 山城久世郡内   | 1,000      |                  | |
| 毛利秀秋     | 信濃国内       | 10,000     | 山城伏見城攻撃   | 大坂の陣で豊臣方に与し、戦死。                                                                                       |
| 安見勝之     | 伊予宇摩       | 10,000     |                  | 後に前田利長に仕官。                                                                                                 |
| 矢部定政     | (不明)         | 10,000     | 近江大津城攻撃   | 兄の系統が江戸幕府に仕官し、子孫は旗本となる。                                                                       |
| 山崎定勝     | 伊勢竹原       | 10,000     | 伊勢安濃津城攻撃 | 豊臣秀頼に仕官。 |
| 山中長俊     | 伊勢・摂津国内 | 10,000     | 大坂城留守居     | 京都に隠棲。孫・宗俊が徳川氏に仕官し、子孫は旗本となる。                                                             |
| 横浜茂勝     | 大和国内       | 17,000     | 近江大津城攻撃   | 子・正幸が小堀政一の肝煎りによって500石で藤堂高虎に仕官。                                                            |

### 減封
改易は免れたが減封となった大名は、西軍の総大将を務めた毛利輝元と一族の毛利秀元・吉川広家、及び上杉景勝と佐竹義宣がいる。
上杉景勝は関ヶ原の遠因となった上杉征伐の張本人で、徳川家康の難詰に対抗するため東北地方で伊達政宗・最上義光ら奥羽諸大名と激戦を繰り広げた。西軍敗北後重臣の本庄繁長や千坂景親が徳川方と交渉し謝罪活動に奔走。東軍の対上杉守備部隊総大将であった結城秀康の助けを得て景勝の減刑を画策した。家康は当初上杉氏改易・景勝流罪を検討していたが、秀康・正信の周旋もあり米沢30万石への減封で済ませた。
その景勝と水面下で連携し、東軍挟撃の密約を結んでいた佐竹義宣であったが、家中は必ずしも一枚岩ではなかった。父である佐竹義重や弟の蘆名義広、重臣筆頭の佐竹義久は東軍への加担を主張し、特に父義重が急先鋒であった。佐竹氏を一代で後北条氏・伊達氏に伍する大大名に育て上げた父の言を無視できない義宣は、中山道を進む徳川秀忠軍に家臣を派遣するなど観望を決め込んだ。それを家康に咎められて出羽久保田（秋田市）に減封の上転封となり、平安時代後期以来の本拠を手放す結果となった。
一方、毛利輝元は祖父・毛利元就以来の伝統である家臣団との詮議も行わず、安国寺恵瓊の進言で大坂へ登城した。毛利秀元や吉川広家の反対も退け、西軍総大将に就任した。そのため、広家は毛利氏家老の福原広俊とともに東軍に内応し、本戦では南宮山に陣し、毛利軍を動かさなかった。家康は本領安堵をほのめかせて輝元を大坂城から退去させたが、輝元が西軍総大将として積極的に活動していたことを知り、輝元を改易とし、広家に周防と長門を与えることとした。だが、広家は毛利氏存続を家康に必死に嘆願し、結果として両国は輝元の嫡男・毛利秀就に与えられた。輝元は失意の余り出家した。
なお豊臣秀頼は東西両軍の旗幟は鮮明にしなかった。だが戦後の論功行賞により諸大名に預けていた豊臣氏直轄領である蔵入地が、大名の改易に伴い一緒に没収され、新領主の領地とされたことで一挙に激減。222万石あった領地は摂津・河内・和泉三国65万石余に事実上減封された。従って便宜上ここに掲載する。
| 武将名       | 旧領           | 石高（石） | 合戦での動向            | 新領       | 石高（石） | 備考 |
| ------------ | -------------- | ---------- | ----------------------- | ---------- | ---------- | --- |
| 伊東信直     | （不明）       | -          |                         | （不明）   | -          | 後に徳川家康に仕官。 |
| 上杉景勝     | 陸奥会津       | 1,200,000  | 伊達・最上軍と交戦      | 出羽米沢   | 300,000    | 直江兼続旧領。陸奥国信夫郡（福島）および伊達郡も領有。                                                                                         |
| 吉川広家     | 出雲富田       | 142,000    | 本戦で東軍に内応        | 周防岩国   | 30,000     | 当初は周防と長門を加増予定。広家の嘆願で毛利氏へ知行。岩国は幕末まで毛利本家より支藩扱いを許されず（理由に諸説あり）。のちに60,000石に高直し。 |
| 佐竹義宣     | 常陸水戸       | 545,800    | 在国し観望              | 出羽久保田 | 205,800    | 石高は二代藩主・佐竹義隆の代に確定する。 |
| （豊臣秀頼） | 摂津大坂       | 2,220,000  | （大坂城）              | 摂津大坂   | 657,400    | 便宜上掲載。 |
| 藤掛永勝     | 丹波上林       | 15,000     | 丹後田辺城攻撃          | （同左）   | 6,000      | 本戦後、細川忠興と共に小野木重勝の篭る丹波福知山城攻撃に参加。                                                                                 |
| 宮城豊盛     | 摂津・豊後国内 | 10,000     | 大坂平野町橋守備        | （不明）   | 5,000      | 後に徳川家康に仕官し、子孫は旗本となる。孫の代に清富藩を創設するが無嗣断絶となる。                                                             |
| 毛利輝元     | 安芸広島       | 1,205,000  | 西軍総大将 大坂城留守居 | 長門萩     | 298,000    | 周防も領有。1610年の検地で369,000石に高直し(慶長十年御前帳)、新たに支藩分知後も表高は不変。                                                    |
| 毛利秀元     | 周防山口       | 200,000    | 本戦                    | 長門府中   | 50,000     | 石高は何れも毛利本家より分知。 |

### 本領安堵
関ヶ原で西軍に付きながら、幸運にも所領を安堵された大名は以下の通りであるが、特に目立つのが丹後田辺城の戦いに従軍した大名であり、全体のほとんどを占める。田辺城は細川忠興の父である細川幽斎が籠城しており、小野木重勝を大将として丹波・但馬・豊後の大名が攻撃した。だが攻撃軍には谷衛友ら幽斎の歌道の弟子が多く、一部の大名は積極的に攻撃しなかった。これを城内より観察した幽斎が戦後家康に伝え、取り成された大名は本領を安堵されている。
ただし小野木は細川忠興の怒りを買い本戦終了後に福知山城を攻められ降伏し総大将の責めを負い自刃。一旦許された斎村政広（赤松広英）は鳥取城攻略での落度により自刃した。斎村は東軍に寝返った武将では唯一の死亡者である。
このほか関ヶ原本戦で果敢な退却戦を見せた島津義弘は武備恭順の姿勢で交渉に当たり本領安堵を勝ち取った。鍋島直茂はそもそも東軍に付く予定が、嫡男鍋島勝茂が愛知川で西軍の関所に阻まれ西軍に付いたため、家康と頻繁に音信をとって内通し勝茂の進軍を中止させた。本戦後は勝茂を直ちに家康に謝罪させ、筑後平定を条件に本領安堵を許された。生駒親正・蜂須賀家政・小出吉政はそれぞれ嫡男や二男を東軍に派遣しており、息子達の功績で所領安堵されている。宗義智については詰問に留まっている。
また、豊臣秀頼の親衛隊である大坂城七手組の武将も立場上、大坂城に残った者や実際に出馬した人物を含めて全員が西軍に加担したと言える状況であったが、秀頼の側近ということもあってか処分された人物は居なかった。
| 武将名     | 旧領         | 石高（石） | 合戦での動向     | 備考 |
| ---------- | ------------ | ---------- | ---------------- | --- |
| 青木一重   | 摂津豊島     | 10,000     | 大坂城留守居     | 石高は豊臣領に含まれる。七手組。元徳川家臣。                                                                                                 |
| 生駒親正   | 讃岐高松     | 171,800    | 丹後田辺城攻撃   | 自身は病気と偽り出陣せず。家臣・大塚采女を田辺城攻撃に派遣。嫡男・一正を東軍に付かせ、本戦での功により所領安堵。高松で蟄居する。             |
| 伊東祐兵   | 日向飫肥     | 57,000     | 近江大津城攻撃   | 大坂で病床に伏せており、身動きが取れずやむなく西軍へ参加を表明し、家臣を大津城攻撃に派遣するも嫡男・祐慶を日向で東軍として活動させ所領安堵。 |
| 伊東長実   | 備中岡田     | 10,300     | 近江大津城攻撃   | 石高は豊臣領に含まれる。七手組。大津城攻撃検使役。本戦に参加していたという説もある。密かに西軍の挙兵を徳川家康に報告。                       |
| 織田信包   | 丹波柏原     | 36,000     | 丹後田辺城攻撃   | 老犬斎。子・信重は東軍。 |
| 片桐貞隆   | 播磨国内     | 10,000     | 近江大津城攻撃   | 兄・且元は徳川家と豊臣家の仲介に尽力。大和小泉に移封。                                                                                       |
| 川勝秀氏   | 丹波国内     | 3,500      | 丹後田辺城攻撃   | 本戦後、細川忠興と共に小野木重勝の篭る丹波福知山城攻撃に参加。丹波何鹿郡から丹波氷上郡・船井郡に転封。                                       |
| 桑山一晴   | 紀伊和歌山   | 20,000     | 近江大津城攻撃   | 叔父・元晴は東軍。10月に自領に戻り祖父・重晴と共に西軍の堀内氏善の新宮城を攻略した功により赦される。                                         |
| 小出吉政   | 但馬出石     | 60,000     | 丹後田辺城攻撃   | 弟・秀家が東軍に付き、その本戦での功により所領安堵。                                                                                         |
| 小出秀政   | 和泉岸和田   | 30,000     | 近江大津城攻撃   | 家臣を大津城攻撃に派遣。二男・秀家が東軍に付き、その本戦での功により所領安堵。                                                               |
| 郡宗保     | 美濃国内     | 3,000      | 近江大津城攻撃   | 石高は豊臣領に含まれる。大津城攻撃の軍監役                                                                                                   |
| 島津義弘   | 薩摩鹿児島   | 609,000    | 本戦             | 井伊直政の周旋により、島津義久の継嗣忠恒（義弘の実子）に対し安堵。                                                                           |
| 杉原長房   | 但馬豊岡     | 20,000     | 丹後田辺城攻撃   | 縁戚である北政所や浅野長政からの嘆願による。                                                                                                 |
| 宗義智     | 対馬厳原     | 10,000     | 近江大津城攻撃   | 家臣・柳川調信を大津城攻撃に派遣。家康から詰問されたが所領安堵。                                                                             |
| 滝川忠征   | 美濃国内     | 2,000      | 山城伏見城攻撃   | 後に徳川家康、続いて尾張徳川家に仕官し家老として6,000石を知行。子孫は尾張藩重臣となる。                                                      |
| 建部光重   | 摂津尼崎     | 700        | 伊勢安濃津城攻撃 | 石高は豊臣領に含まれる。豊臣領尼崎3万石の代官。西軍の軍事行動に積極的に加わるも池田輝政の取り成しで本領、尼崎代官職共々安堵。                |
| 谷衛友     | 丹波山家     | 16,000     | 丹後田辺城攻撃   | 本戦後、細川忠興と共に小野木重勝の篭る丹波福知山城攻撃に参加。歌道の師匠である細川幽斎の取り成しで本領安堵。                                 |
| 津軽信建   | 陸奥堀越     | (45,000)   | 大坂城留守居     | 父・為信は東軍。石田重成（三成二男）を助け、領内に匿う。                                                                                     |
| 中川秀成   | 豊後竹田     | 70,000     | 丹後田辺城攻撃   | 家臣・中川平右衛門を田辺城攻撃に派遣。本戦の後、西軍に属した臼杵城の太田一吉を攻め立て所領安堵。                                             |
| 長谷川宗仁 | 美濃国内など | (10,000)   | 丹後田辺城攻撃   | 家督は既に当時子・守知が相続。親子ともども西軍も守知は東軍に内通し所領安堵。                                                                 |
| 蜂須賀家政 | 阿波徳島     | 173,000    | 北国口守備       | 自身は病気と偽り出陣せず。家臣、高木法斎を北国口に派遣。嫡男・至鎮を東軍に付かせ、本戦での功により所領安堵。                                 |
| 速水守久   | (不明)       | 15,000     | 近江大津城攻撃   | 石高は豊臣領に含まれる。七手組筆頭。大津城攻撃検使役。                                                                                       |
| 別所吉治   | 但馬八木     | 15,000     | 丹後田辺城攻撃   | 本戦後、細川忠興と共に小野木重勝の篭る丹波福知山城攻撃に参加。弟・孫次郎は東軍。                                                             |
| 堀田盛重   | (不明)       | 10,000     | 丹後田辺城攻撃   | 石高は豊臣領に含まれる。七手組。伏見城攻撃の軍監を務めた後、田辺城攻囲に加わる。密かに西軍の挙兵を徳川家康に報告。                           |
| 前田茂勝   | 丹波亀山     | (50,000)   | 丹後田辺城攻撃   | 父・玄以は中立を通す。丹後田辺城に派遣された後陽成天皇の勅使一行に供奉。開城交渉に当たる。                                                   |
| 毛利高政   | 豊後国内     | 20,000     | 丹後田辺城攻撃   | 藤堂高虎の取り成しで安堵。のち豊後佐伯に転封。                                                                                               |

### 大名復帰
関ヶ原の敗戦で一旦は改易されたものの、後に1万石以上の大名として復帰した武将が存在する。西軍に加担した大名・武将は約170名を数えるが、大名に復帰できたのは以下の11名である。
合戦後の1603年、江戸幕府が開かれた年に滝川雄利・立花宗茂・丹羽長重がそれぞれ大名として新領地を与えられ、その後1622年（元和7年）まで行われた。概して開戦前と比べ石高は少ない傾向だが、織田信雄、木下利房のように開戦前より石高が増加した者、新庄直頼のように維持できた者もいる。特に織田信雄は石高が開戦前に比べて倍以上になった上に大和の国主格待遇も与えられている。また、立花宗茂は旧領であった筑後柳河に、開戦前とほぼ同じ石高で21年ぶりに復活するという快挙を遂げている。
| 武将名   | 旧領       | 石高（石） | 合戦での動向   | 新領               | 石高（石） | 備考                                                                              |
| -------- | ---------- | ---------- | -------------- | ------------------ | ---------- | --------------------------------------------------------------------------------- |
| 岩城貞隆 | 陸奥磐城平 | 120,000    | 在国し観望     | 信濃川中島         | 10,000     | 1616年新封。嫡男・吉隆の代に出羽亀田2万石へ加増。                                 |
| 織田信雄 | 大和国内   | 18,000     | 大坂で傍観     | 大和宇陀・上野小幡 | 50,000     | 1615年新封。合戦前よりも石高が増加。大和国の国主格待遇も付与。                    |
| 木下利房 | 若狭高浜   | 20,000     | 北国口守備     | 備中足守           | 25,000     | 大坂の陣の功により父家定の旧領を1615年に新封として賜る。合戦前よりも石高が増加。  |
| 来島長親 | 伊予来島   | 14,000     | 在国し観望     | 豊後森             | 14,000     | 福島正則・本多正信の取り成しで1601年新封。開戦前の石高を維持。                    |
| 新庄直頼 | 摂津高槻   | 30,000     | 伊賀上野城占拠 | 常陸麻生           | 30,000     | 1604年新封。開戦前の石高を維持。                                                  |
| 相馬義胤 | 陸奥中村   | 60,000     | 在国し観望     | 陸奥中村           | 60,000     | 本多正信・伊達政宗の取り成しで、嫡男・利胤に1604年再封。                          |
| 高橋直次 | 筑後内山   | 18,000     | 山城伏見城攻撃 | 筑後三池           | 10,000     | 1614年に5,000石で新封。1622年嫡男・種次の代に5,000石加増され大名に復帰。          |
| 滝川雄利 | 伊勢神戸   | 22,000     | 伊勢神戸城守備 | 常陸片野           | 20,000     | 1603年新封。                                                                      |
| 立花宗茂 | 筑後柳河   | 132,000    | 近江大津城攻撃 | 陸奥棚倉           | 10,000     | 1603年新封。1621年旧領である柳河10万9,000石に加増転封される。                     |
| 丹羽長重 | 加賀小松   | 125,000    | 前田利長と交戦 | 常陸古渡           | 10,000     | 1603年新封。1627年陸奥白河10万700石に加増の後、嫡男・光重の代に陸奥二本松へ転封。 |
| 蒔田広定 | 伊勢雲出   | 10,000     | 伊勢口守備     | 備中・河内国内など | 10,000     | 浅野幸長の取り成しにより1603年新封。                                              |

### 加増
西軍加担諸大名の中で改易されずに石高を加増されたのが片桐且元・木下延俊・山崎家盛である。
片桐且元は中立として扱われることも多いが、実際は大津城攻撃に兵を出しており西軍にはっきりと参加していたものの戦後に倍以上の石高に加増されている。木下延俊も中立として扱われることが多いが、丹後田辺城の戦いに家臣を派遣しており、当初は西軍として行動していたが、本戦後は丹波福知山城攻撃に参加し、そこそこの戦功をあげたのと、細川忠興と非常に親密な間柄であったこともあり、加増されている。
山崎家盛は石田三成の強制で西軍に参加したと伝えられ、本領安堵の大名を多く輩出した丹後田辺城の戦いにも従軍しているが、開戦前に姻戚関係にある池田輝政の継室であり徳川家康の次女・督姫を、西軍による妻女人質の動きから逃すために尽力したともいわれ、戦後に池田輝政が謝罪に奔走して事無きを得、東軍に寝返っていないにも係わらず1600年に領地を加増されている。
| 武将名   | 旧領     | 石高（石） | 合戦での動向           | 新領     | 石高（石） | 備考                                                                   |
| -------- | -------- | ---------- | ---------------------- | -------- | ---------- | ---------------------------------------------------------------------- |
| 片桐且元 | 播磨国内 | 12,000     | 家臣を大津城攻撃に派兵 | 大和竜田 | 28,000     | 弟・貞隆も近江大津城攻撃に参加。戦後、徳川家と豊臣家の仲介に尽力した。 |
| 木下延俊 | 播磨国内 | 20,000     | 丹後田辺城攻撃         | 豊後日出 | 30,000     | 家定三男。播磨姫路城守備。家臣を田辺城攻撃に派遣。                     |
| 山崎家盛 | 摂津三田 | 22,000     | 丹後田辺城攻撃         | 因幡若桜 | 30,000     | 池田輝政の取り成しによる。                                             |